# De Zero a Cem
De Zero a Cem é o primeiro álbum de estúdio da carreira da banda brasileira Stevens, lançado originalmente em 23 de julho de 2009 pela gravadora Universal Music. O álbum, André Jung, ex-baterista do Ira! e dos Titãs, vendeu em torno de 20 mil cópias, explorando uma sonoridade que lembra o Britpop, sendo retirado os singles Parecia Estar, O Que Você Sempre Quis, Zero a Cem e Com Você

## Produção e tema
Todas as canções do álbum são compostas pelos intengrantes do Stevens, sendo apenas duas delas com a ajuda do produtor André Jung, "Seguindo Em Frente" e "Algum Lugar". A produção do álbum foi realizada por André Jung, ex-baterista do Ira! e dos Titãs, conhecido por produzir bandas como Ratos de Porão e Edgard Scandurra, explorando a sonoridade do Rock Inglês. A faixa O Que Você Sempre Quis foi incluida no álbum em duas versões: a originalmente produzida pelo guitarrista Wander Taffo e uma segunda versão produzida por André Jung. As faixas do álbum exploram o tema do amor adolescente, traição, superação e timidez.

## Promoção
Em 5 de junho de 2009 é lançado o primeiro single oficial, Parecia Estar, recebendo boas críticas e estreando pela Jovem Pan. Em 23 de julho de 2009 o álbum é lançado pela Universal Music, tendo uma boa repercusão, fazendo com que banda passe a ter mais de 4 mil acessos diários em sua página oficial no myspace. A banda passou por programas como Pé na Rua, da TV Cultura, Dose Dupla do SescTV o Pop Stilo, da Just TV, além de ter o clipe do single estreado no Top 10 MTV, programa da MTV. Na mesma época a banda teve seu lançamento em rádios como Jovem Pan, Mix FM, Dumont FM, dentre outras. Em 1 de outubro de 2009 com o lançamendo do segundo single, O Que Você Sempre Quis, a banda ganhou mais espaço em outros programas como Programa Novo e Login, da TV Cultura, Brothers, da RedeTV!, além de novamente ter o videoclipe do single lançado pelo Top 10 MTV.
Em 24 de novembro de 2009 a banda se apresenta no Acesso MTV, programa comandado pelos apresentadores de VJs Kika, Léo Madeira & Sophia Reis , cantando além dos singles, outras canções do álbum. Em 17 de março de 2010 é lançado o terceiro single, Zero a Cem, e em 10 de julho de 2010 o quarto Com Você. Em 16 de julho o Stevens se apresenta mais uma vez no Acesso MTV, cantando além dos quarto singles oficiais, outras canções do álbum. O álbum alcançou o décimo quarto lugar e vendeu em torno de 20 mil cópias.

## Lançamento e recepção
| Críticas profissionais | Críticas profissionais |
| Avaliações da crítica  | Avaliações da crítica  |
| Fonte                  | Avaliação              |
| ---------------------- | ---------------------- |
| UOL Music              | 4 de 5 estrelas.       |
| Terra Musica           | 4 de 5 estrelas.       |
| Abril Music            | 2 de 5 estrelas.       |
| Folha de S. Paulo      | 4 de 5 estrelas.       |
| O Estado de S. Paulo   | 3 de 5 estrelas.       |
| Saraiva Megastore      | 5 de 5 estrelas.       |
| Livraria Siciliano     | 4 de 5 estrelas.       |
| Americanas             | 5 de 5 estrelas.       |

O álbum recebeu críticas positivas. Segundo o R7, a banda lidera a qualidade do circuido de novas bandas surgidas em 2009. O site Estilos Musicais classificou disse que a banda está "ganhando repercusão e mostrando seu grande potencial" e completou dizendo que o primeiro single lançado pelo grupo é um "hit de sucesso que está nas rádios de todo o país e nas principais emissoras dedicadas a música". O jornalista Denis Moreira, do site Vírgula, da UOL, classificou a banda como a "esperança na música feita para jovens no Brasil" e completou dizendo que "Ao contrário de bandas como Gloria e Nx Zero, cujo estilo emula o emocore gringo com letras mais próximas ao sertanejo, o Stevens tem outras influências, como Franz Ferdinand, The Killers e Beatles".
| “ | Num cenário em que o padrão é o rock estilo "radical de shopping center", dá até alívio saber da existência do Stevens. (...) O Stevens entrega canções pop ideais para embalar o coração, mas com sotaque levemente roqueiro - incrível, mas é possível ouvir as guitarras! - e belas melodias. Nas faixas mais pesadas, como Parecia Estar e Não Tenho Hora pra Voltar, o grupo chega a criar momentos que bandas veteranas brasuca e bandas indie modernas gostariam muito de escrever | ” |

O jornal Diário do Grande ABC declarou que a banda "bomba na net" e que "os garotos que têm estilo próprio", acrescentando ainda que futuramente "Ninguém segura os Stevens". Segundo o site IG o número de fãs tende a crescer cada vez mais com o sucesso da banda e que a banda faz jus ao sucesso que estaria conquistando. A Folha de S. Paulo declarou que "Os arranjos deles são muito benfeitos" e completou dizendo que apesar da comparação com os Jonas Brothers, os Stevens levam temas mais sérios em suas composições.

## Faixas
| N.º | Título                               | Compositor(es)            | Produtor(es) | Duração |  |
| 1.  | "Com Você"                           | Stevens                   | André Jung   | 3:02    |  |
| 2.  | "Parecia Estar"                      | Stevens                   | André Jung   | 2:44    |  |
| 3.  | "O Que Você Sempre Quis"             | Stevens                   | André Jung   | 3:29    |  |
| 4.  | "Zero a Cem"                         | Stevens                   | André Jung   | 3:03    |  |
| 5.  | "Sempre Aqui"                        | Adam / Ricco              | André Jung   | 3:27    |  |
| 6.  | "Algum Lugar"                        | Adam / Ricco / André Jung | André Jung   | 3:52    |  |
| 7.  | "Onde Estiver"                       | Adam / Ricco              | André Jung   | 3:31    |  |
| 8.  | "Você Vai Me Amar"                   | Stevens                   | André Jung   | 3:49    |  |
| 9.  | "Não Tenho Hora pra Voltar"          | Adam / Ricco              | André Jung   | 3:10    |  |
| 10. | "Vai Saber"                          | Adam / Ricco              | André Jung   | 2:46    |  |
| 11. | "Seguindo Em Frente"                 | Adam / Ricco / André Jung | André Jung   | 3:29    |  |
| 12. | "Enquanto Você Não Está Aqui"        | Adam                      | André Jung   | 2:56    |  |
| 13. | "O Que Você Sempre Quis (II versão)" | Stevens                   | Wander Taffo | 3:38    |  |

## Posições
| Paradas (2009)            | Posições |
| ------------------------- | -------- |
| Brasil - ABPD             | 12       |
| Brasil - Top 30 CDs Sales | 14       |

## Histórico de lançamento
| País            | Data                 | Formato | Gravadora       |
| --------------- | -------------------- | ------- | --------------- |
| Brasil          | 23 de julho de 2009  | CD      | Universal Music |
| Hispano-América | 3 de outubro de 2009 | CD      | Universal Music |